# Pomnik Juliusza Lea w Krakowie
Pomnik Juliusza Lea – pomnik znajdujący się w Krakowie obok kładki Ojca Bernatka, na skwerze u zbiegu ulic Józefińskiej i Nadwiślańskiej, w dzielnicy XIII Podgórze.

Pomnik odsłonięty 20 lutego 2018 roku, a wykonany został przez Karola Badynę i Łukasza Podczaszego z wyrytym napisem:
JULIUSZ LEO 1861-1918

PREZYDENT KRAKOWA

W LATACH 1904-1918

TWÓRCA WIELKIEGO KRAKOWA

STWORZYŁ I ZREALIZOWAŁ

PLAN POWIĘKSZENIA KRAKOWA

O 14 NOWYCH DZIELNIC

„DAŁ MIASTU RAMĘ DLA ROZWOJU NA KOLEJNE 100 LAT” T. BOY-ZELEŃSKI
Upamiętnia on Juliusza Lea, polityka, ekonomistę, prawnika, prezydenta Krakowa, Prezesa Koła Polskiego, przewodniczącego Naczelnego Komitetu Narodowego w 1914 roku.